# Aphonomorphus variegatus
Aphonomorphus variegatus är en insektsart som beskrevs av Lucien Chopard 1912. Aphonomorphus variegatus ingår i släktet Aphonomorphus och familjen syrsor. Inga underarter finns listade i Catalogue of Life.